# 25. marts
25. marts er dag 84 i året i den gregorianske kalender (dag 85 i skudår). Der er 281 dage tilbage af året.
- Mariæ bebudelsesdag.

### Begivenheder
Født - Dødsfald
- 1306 - Robert the Bruce bliver kronet som konge af Skotland.
- 1655 - Christiaan Huygens opdager Saturn-månen Titan.
- 1807 - Storbritannien afskaffer ved lov i parlamentet al slavehandel i hele riget.
- 1821 - Grækerne gør oprør mod det tyrkiske overherredømme og erklærer landet uafhængigt, hvilket starter Den græske uafhængighedskrig. Med hjælp fra stormagterne opnår Grækenland uafhængighed i 1832.
- 1901 - Den første totaktsdieselmotor bliver demonstreret i Manchester.
- 1920 - Danmarks første radiotelefonforbindelse bliver etableret; det er mellem Hammeren Fyr og Christiansø.
- 1949 - Martsdeportationerne i Baltikum, hvor i alt omkring 90.000 mennesker blev deporteret til Sibirien i dagene 25. - 29. marts
- 1949 - Hamlet bliver den første engelske film, der vinder en Oscar; det bliver til fem i alt.
- 1957 - Rom-traktaten, traktaten om Det europæiske fællesskab, bliver indgået mellem Belgien, Nederlandene, Luxembourg, Frankrig, Italien og Vesttyskland, med ikrafttrædelse 1. januar 1958.
- 1965 - Mogens Amdi Petersen bliver nægtet ansættelse på en folkeskole på grund af sin hårlængde.[1]
- 1969 - På bryllupsrejse afholder John Lennon og Yoko Ono en bed-in for fred på hotel i Amsterdam. Den varer til 31. marts.
- 1975 - Kong Faisal af Saudi-Arabien bliver myrdet af sin mentalt forstyrrede nevø, prins Faisal. Ny konge bliver Khalid.
- 1982 - Der bliver indført kvindelig værnepligt i den østtyske hær efter en folkeafstemning.
- 1995 - Ward Cunningham starter den første wiki, WikiWikiWeb.

### Født
- 1616 - Hans Hansen Lindenov, dansk rigsråd (død 1659).
- 1819 - V.U. Hammershaimb, færøsk præst og filolog (død 1909).
- 1852 - Mathias Bidstrup, dansk entreprenør og arkitekt (død 1929).
- 1867 - Arturo Toscanini, italiensk dirigent (død 1957).
- 1875 - Hans Peder Steensby, polarforsker (død 1920).
- 1881 - Béla Bartók, ungarsk komponist (død 1945).
- 1901 - Ed Begley, amerikansk filmskuespiller (død 1970).
- 1908 - David Lean, engelsk filminstruktør (død 1991).
- 1909 - Morten A. Korch, dansk forfatter (død 2012).
- 1910 - Magda Olivero, italiensk sopran-operasangerinde (død 2014).
- 1914 - Norman Borlaug, amerikansk videnskabsmand (død 2009).
- 1920 - Patrick Troughton, engelsk skuespiller (død 1987).
- 1921 - Simone Signoret, fransk skuespiller (død 1985).
- 1922 - Eileen Ford, amerikansk modelbureauleder (død 2014).
- 1934 - Jytte Abildstrøm, dansk skuespillerinde og teaterdirektør (død 2025).
- 1940 - Anker Buch, dansk violinist (død 2014).
- 1942 - Aretha Franklin, amerikansk sangerinde (død 2018).
- 1943 - Lisbet Lundquist, dansk skuespillerinde.
- 1947 - Elton John, engelsk sanger og sangskriver.
- 1948 - Bonnie Bedelia, amerikansk skuespillerinde.
- 1952 - Jung Chang, kinesisk-britisk forfatter.
- 1954 - Bendt Bendtsen, dansk politiker, partiformand samt tidligere minister.
- 1962 - Marcia Cross, amerikansk skuespillerinde.
- 1965 - Sarah Jessica Parker, amerikansk skuespillerinde.
- 1966 - Jeff Healey, canadisk blues-rock-guitarist (død 2008).
- 1967 - Matthew Barney, amerikansk multikunstner.
- 1967 - Benni Chawes, dansk sanger, sangskriver, pianist.
- 1969 - Niels-Martin Eriksen, dansk skuespiller.
- 1993 - Sam Johnstone, engelsk fodboldspiller.
- 1994 - Justine Dufour-Lapointe, canadisk skiløber.
- 2000 - Jadon Sancho, engelsk fodboldspiller.

### Dødsfald
- 1751 - Frederik 1., svensk konge (født 1676).
- 1818 - Caspar Wessel, norsk-dansk matematiker (født 1745).
- 1835 - Friederike Brun, dansk forfatter og salonværtinde (født 1765).
- 1873 - Wilhelm Marstrand, dansk maler (født 1810).
- 1878 - Thorald Læssøe, dansk maler (født 1816).
- 1918 - Claude Debussy, fransk komponist (født 1862).
- 1928 - Nina Bang, dansk historiker, politiker og første kvindelige minister (født 1866).
- 1957 - Max Ophüls, tysk-fransk-amerikansk filminstruktør og forfatter (født 1902).
- 1968 - Arnulf Øverland, norsk forfatter (født 1889).
- 1975 - Faisal, saudiarabisk konge (født 1906) - myrdet.
- 1985 - Karl Gustav Ahlefeldt, dansk skuespiller (født 1910).
- 2006 - Ole Madsen, dansk fodboldspiller (født 1934).
- 2010 - Elisabeth Noelle-Neumann, tysk politolog (født 1916).
- 2010 - Pål Bang-Hansen, norsk skuespiller (født 1937).